# Faculdade de Ciências e Tecnologia da Universidade de Coimbra
A Faculdade de Ciências e Tecnologia da Universidade de Coimbra (FCTUC), situada em Coimbra, Portugal, é a maior faculdade da Universidade de Coimbra (UC). A FCTUC está vocacionada para o ensino e investigação nas áreas da Arquitectura, Ciências Naturais, Engenharia e Matemática. A faculdade dispõe de autonomia pedagógica e administrativa no seio da UC.

## Apresentação
A Faculdade de Ciências e Tecnologia da Universidade de Coimbra localiza-se na cidade de Coimbra, situada na zona centro de Portugal. As instalações da FCTUC estão divididas em dois Pólos:
- Pólo I - situado na zona antiga da cidade (Alta Universitária)

- Pólo II - junto à margem Norte do rio Mondego (Pinhal de Marrocos).

A sede da Faculdade localiza-se no Pólo II. Aqui funcionam os Serviços Centrais e órgãos de Gestão da FCTUC.

## Unidades Orgânicas
- Departamento de Arquitectura (Pólo I)
- Departamento de Ciências da Terra (Pólo I)
- Departamento de Ciências da Vida[1] (Pólo I)
- Departamento de Engenharia Civil (Pólo II)
- Departamento de Engenharia Eletrotécnica e de Computadores (Pólo II)
- Departamento de Engenharia Informática (Pólo II)
- Departamento de Engenharia Mecânica (Pólo II)
- Departamento de Engenharia Química (Pólo II)
- Departamento de Física (Pólo I)
- Departamento de Matemática (Pólo I)
- Departamento de Química (Pólo I)
- Departamento de Zoologia (Pólo I)
- Instituto Geofísico (Pólo I)
- Jardim Botânico da Universidade de Coimbra (Pólo I)
- Museu da Ciência da Universidade de Coimbra (Pólo I)
- Museu de Física (Pólo I)
- Museu de História Natural (Pólo I)
- Observatório Astronómico da Universidade de Coimbra (Santa Clara)

## Alumni
- Vítor Pereira Crespo[2][3]
- Jorge Coelho[4]
- Susana de Noronha